# Château du Ratz
Le château du Ratz est un édifice situé à Arradon en France.

## Localisation
Le château est situé sur le territoire de la commune d'Arradon, au lieu-dit le Ratz, dans le département du Morbihan en région Bretagne.

## Description
La partie centrale du château est construite en moellons de granite, élévation à travées, à comble à surcroît avec toiture à longs pans recouverte d'ardoises. Pavillons latéraux à un étage carré et un étage de comble, couverts de toit en pavillon, construits en moellon (enduit à l'étage à l'ouest) , encadrement des baies et décor de brique pour l'étage et le comble du pavillon sud, et les lucarnes du pavillon nord.

## Historique
Lieu noble mentionné dès 1443, appartenant à Olivier d'Arradon. Le terme de manoir apparait en 1513. Le logis actuel avec la partie centrale datant peut être du XVIIIe siècle. Reprises des pavillons latéraux : pavillon ouest datant probablement de la première moitié du XIXe siècle (mentionné en 1852) , repris dans sa partie haute sans doute lors de la construction à la fin du XIXe siècle du pavillon est, sans doute du début du XXe siècle.
Le château est inscrit à l'inventaire général du patrimoine culturel.